# Rivasia fumariae
Rivasia fumariae är en stekelart som beskrevs av Askew och Nieves-aldrey 2005. Rivasia fumariae ingår i släktet Rivasia och familjen puppglanssteklar.
Artens utbredningsområde är Spanien. Inga underarter finns listade i Catalogue of Life.